# Seryševo
Seryševo è una cittadina della estremo oriente russo, situata nella oblast' dell'Amur. Dipende amministrativamente dal rajon Seryševskij, del quale è il capoluogo.
Sorge nella parte centro-meridionale dell'oblast', lungo la ferrovia Transiberiana.
La cittadina fu fondata con il nome di Belonogovo nel 1912, durante la costruzione della Ferrovia dell'Amur; venne rinominata con il nome di Seryševo nel 1928, in onore di Stepan Michajlovič Seryšev, militare e politico sovietico. La cittadina ottenne lo status di insediamento di tipo urbano nel 1948.